# 威廉·奥康纳·莫里斯
威廉·奥康纳·莫里斯（英語：William O'Connor Morris，1824年—1904年8月3日）是一位爱尔兰郡法院法官和历史学家，主要作品有《法国大革命与法兰西第一帝国》（The French Revolution And First Empire; An Historical Sketch）等。